# 上埃厄-施特罗艾希
上埃厄-施特罗艾希是德国莱茵兰-普法尔茨州的一个市镇。总面积10.30平方公里，总人口331人，其中男性173人，女性158人（2011年12月31日），人口密度32人/平方公里。